# سيباستيان غروجان
سيباستيان غروجان (بالفرنسية: Sébastien Grosjean)‏ هو لاعب كرة مضرب سابق من فرنسا.

## وصلات خارجية
- سيباستيان غروجان على موقع رابطة محترفي التنس (الإنجليزية)
- سيباستيان غروجان على موقع الاتحاد الدولي لكرة المضرب (الإنجليزية)
- سيباستيان غروجان على موقع كأس ديفيز (الإنجليزية)
- سيباستيان غروجان على موقع خلاصة التنس.كوم (الإنجليزية)
- سيباستيان غروجان على موقع أوليمبيديا (الإنجليزية)